# ムアンチャイナート郡
座標: 北緯15度11分8秒 東経100度7分26秒 / 北緯15.18556度 東経100.12389度
ムアンチャイナート郡（ムアンチャイナートぐん）はタイ中部・チャイナート県にある郡（アムプー）である。チャイナート県の県庁所在地（ムアン）でもある。

## 名称
チャイナートとは勝利の地という意味である。

## 歴史
元々、チャイナートはスコータイ王朝の覇権下にあったが、リタイ王の時代に秩序が乱れ、アユタヤ王朝のウートーン（ラーマーティボーディー1世）によりその覇権下に入ったが、後にスコータイに返還された。ナカリンタラーティラート王の時代には、王の第二子であるチャオ・イープラヤーが統治する町であった。なお、ナカリンタラーティラート亡き後、チャオ・イープラヤーは王位を巡って兄と一騎討ちをし相打ちで死亡した。
その後、1451年、チエンマイのティローカラート王が攻めてくると、チャイナートは灰燼と帰した。しかし、100年ほど後チャクラパット王によってチャイナートは再建された。ラッタナコーシン王朝時代には、チャイナートはチャオプラヤー川沿いに移され、チャイナートは移転した場所に合わせてバーンクルワイ郡と呼ばれるようになった。
その後、バーンクルワイ郡は1902年県庁の移動に伴い移転。1929年に新郡庁舎が完成し、1938年に名称がムアンチャイナート郡に改称された。

## 地理
チャオプラヤー川の形成した平地にある。
交通は北から東に向けて国道1号線が通っており、北にパユハキーリー方面、東にタークファー方面と通じている。国道311号線が南に延びており、シンブリー方面と通じている。南に国道340号線が延びておりスパンブリー方面と通じている。北には国道3183号線が通じており、ウタイターニーと通じている。

## 経済
郡内の主要な産業は農業であり、米やザボンが主に生産されている。

## 行政区分
チャイナートは9つのタムボンに分かれ、さらにその下位に81の村（ムーバーン）がある。自治体が設置されており以下のようになっている。
- テーサバーンムアン・チャイナート・・・タムボン・ナイムアン全体と、タムボン・バーンクルワイ、ターチャイ、カオタープラの一部

また、郡内には8つのタムボン行政体が設置されている。なお、以下は郡内のタムボンの一覧である。
1. タムボン・ナイムアン・・・ตำบลในเมือง
2. タムボン・バーンクルワイ・・・ตำบลบ้านกล้วย
3. タムボン・ターチャイ・・・ตำบลท่าชัย
4. タムボン・チャイナート・・・ตำบลชัยนาท
5. タムボン・カオタープラ・・・ตำบลเขาท่าพระ
6. タムボン・ハートターサオ・・・ตำบลหาดท่าเสา
7. タムボン・タンマームーン・・・ตำบลธรรมามูล
8. タムボン・スアホーク・・・ตำบลเสือโฮก
9. タムボン・ナーンルー・・・ตำบลนางลือ